# Środowisko geograficzne
Środowisko geograficzne − otoczenie fizyczne (nieorganiczne) i biotyczne (organiczne), w którym żyje społeczeństwo ludzkie. Stanowi przekształcone środowisko przyrodnicze oraz elementy antropogeniczne (infrastruktura osadnicza, przemysłowa, rolna i in.).